# موش مانداب ساندر
موش مانداب ساندر (نام علمی: Otomys saundersiae) نام یک گونه از سرده موش‌های مانداب است.